# Amadou Jawo
Amadou Jawo (ur. 29 września 1984 w Banjul) – gambijski piłkarz, występujący na pozycji napastnika.

## Kariera klubowa
Jawo w wieku pięciu lat wyjechał z Gambii do Szwecji. Gdy tam przyjechał, rozpoczął grę w IK Frej. Pierwszym klubem seniorskim  w jego karierze była Vallentuna BK. Grał tam prawie 3 lata. Następnie został zawodnikiem Gefle IF. Od 2009 roku gra w IF Elfsborg. Zaczęły interesować się nim kluby z rodzimej ligi i z zagranicy. Został wypożyczony do Djurgårdens IF na rok.

## Życie prywatne
Jawo urodził się w Gambii, lecz po pewnym czasie wyemigrował z rodziną do Szwecji. Ma dziewięcioro rodzeństwa, w tym dwóch braci piłkarzy: Omara Jawo, który rozegrał 89 meczów w lidze szwedzkiej i Mamadou Jawo, bramkarza w ekipie IK Frej.